# Панчо Тодоров
Панчо Тодоров Йосифов е български общественик и революционер, деец на Вътрешната македоно-одринска революционна организация и Вътрешната македонска революционна организация.

## Биография
Панчо Йосифов Тодоров е роден в 1889 година в град Щип, тогава в Османската империя. Израства в бедно семейство с 6 братя, които се включват в революционната дейност на ВМОРО. Работи като казанджия. Панчо Тодоров също влиза във ВМОРО и действа като легален деец в Щип.
При избухването на Балканската война в 1912 година е доброволец в Македоно-одринското опълчение на Българската армия и служи във 2-ра рота на 7-а кумановска дружина. Сражава се при Шаркьой, при Султан тепе и прочие.
След установяването на сръбския режим е мобилизиран в Сръбската армия, но е сред организаторите на инцидента в Крагуевац през 1914 година, при който мобилизираните българи отказват да дадат клетва за вярност на сръбския крал. Успява да избяга от Крагуевац и през Щип се прехвърля нелегално в Царство България. В същата 1914 година влиза в четата на брат си Лазар Тодоров – Фертико и с нея действа шест месеца в Кратовска околия. Участва в сражението със сръбски потери при Радкова скала. През април 1915 година тръгва с четата на Симеон Кочански, а след това минава в четата на Дончо Ангелов, с която се движи до есента. В навечерието на намесата на България в Първата световна война влиза отново в четата на брат си Лазар, който е войвода в Светиниколската околия. С нея участва в изсичането на телеграфните стълбове и в серия престрелки със сръбски части. Заедно с българските части влиза в Скопие. По нареждане на Тодор Александров Панчо Тодоров заедно с други четници заминава за Криволак в помощ на сражаващите се там български части. Участва в сраженията до края на войната.
След войната в 1918 година участва във възстановяването на ВМРО, като помощник на Тодор Александров.
След това се установява в Хасково, където председателства местното дружество на Съюза на македонските емигрантски организации.  Още преди убийството на Александър Протогеров през 1928 година застава на страната на Иван Михайлов, заради което по-късно е убит от дейци на крилото на протогеровистите.
На 15 април 1943 година, вдовицата му Иванка, на 36 години, родена в Щип и жителка на Хасково, подава молба за българска народна пенсия, която е одобрена и отпусната от Министерския съвет на Царство България.
- Панчо през 1921 година
- Семейството
- Панчо със съпругата си Иванка
- Статия за погребението на Тодоров в „Утринна поща“